# Chionea albertensis
Chionea albertensis är en tvåvingeart som beskrevs av Alexander 1941. Chionea albertensis ingår i släktet Chionea och familjen småharkrankar. Inga underarter finns listade i Catalogue of Life.